# Людвіг Курціус

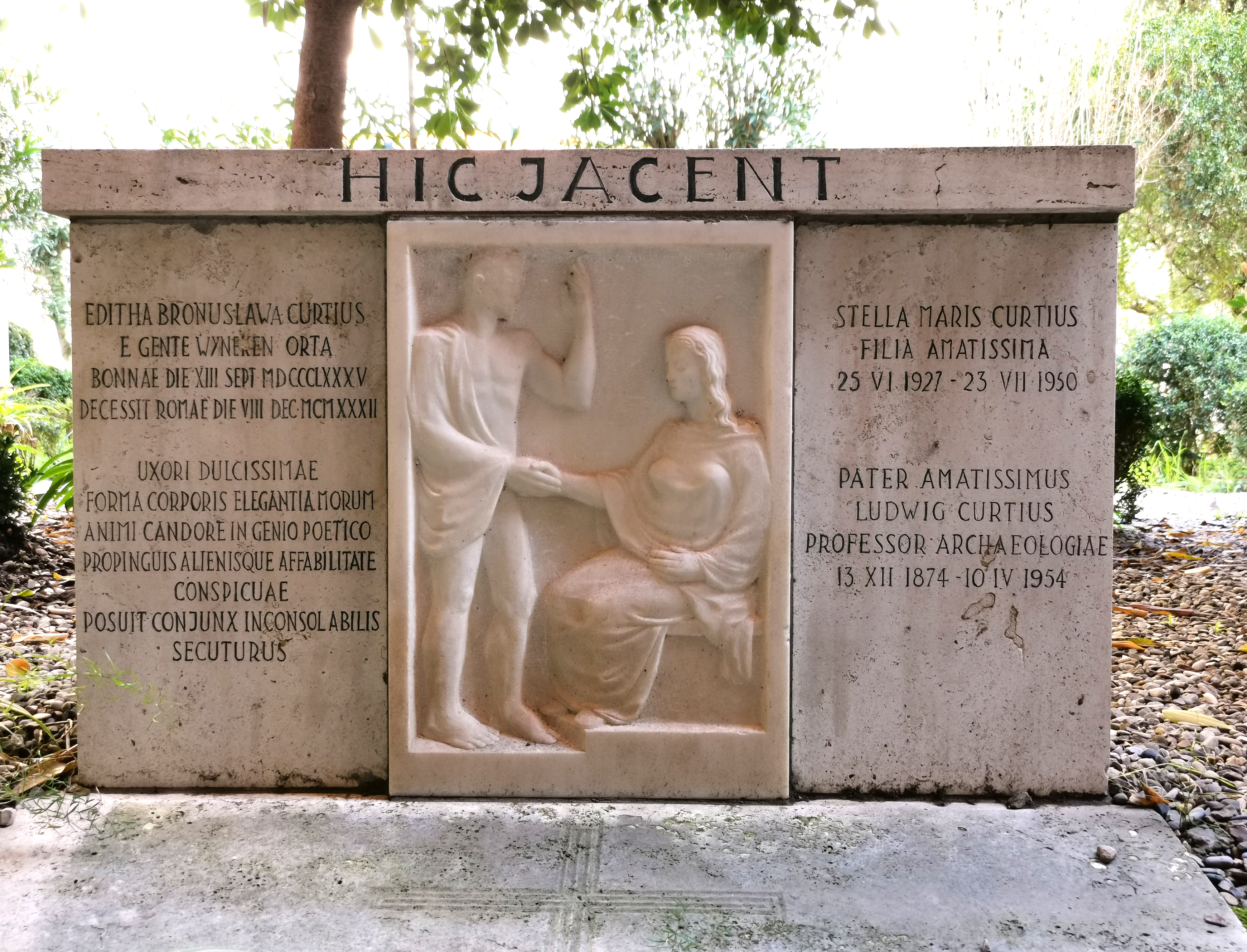
Сімейна могила на Кампо Санто Тевтоніко, Рим

Людвіг Міхаель Ку́рціус (13 грудня 1874, Аугсбург — 10 квітня 1954, Рим) — німецький археолог-класик.

## Біографія
Людвіг Курціус був сином аугсбурзького лікаря Фердинанда Курціуса (1844—1919) та його дружини Терези, уродженої Гель з Гінделангу (1855—1939). Після закінчення Аугсбурзької гімназії біля Санкт-Штефана він спочатку вивчав філософію, право та економіку в університетах Мюнхена та Берліна, перш ніж відкрив для себе археологію завдяки лекції Адольфа Фуртвенґлера та почав вивчати цю дисципліну під керівництвом Фуртвенґлера в Мюнхені в 1896 році. У 1899 році він став приватним учителем для його сина, пізніше диригента Вільгельма Фуртвенглера.
У 1901 році Курціус став асистентом Королівського античного зібрання в Мюнхені, а наступного року отримав докторський ступінь . З 1904/05 р. він отримував туристичну стипендію від Археологічного інституту Німецької імперії і брав участь у німецьких розкопках на Егіні та в Богазкої в Туреччині до 1907 року. Після його габілітації в Мюнхені в 1907 році він став екстраординарним професором 7 липня 1908 року і, нарешті, повним професором 2 січня 1913 року в університеті Ерлангена.
Хоча вже був професором, Першу світову війну він розпочав простим солдатом на Західному фронті, проте під час війни отримав звання лейтенанта і служив офіцером розвідки на Балканах, де його знання грецької мови стало в нагоді в контакті з партизанськими групами . Згодом, 1 серпня 1918 року, він став професором і директором Археологічного інституту Університету Фрайбурга в Брайсгау, доки не перейшов до Археологічного інституту Гайдельберзького університету в 1920 році як наступник Фрідріха фон Дуна. Там він розширив колекцію гіпсових зліпків численними, чпочасти дуже коштовними творами, але також зосередився на розширенні бібліотеки інституту та фототеки/колекції слайдів. 11 червня 1921 року він одружився з Едіт фон Франсецкі, уродженою Вінекен (1885—1932) у Гайдельберзі, яка мала двох дочок від першого шлюбу. У 1924/1925 рр. Курціус був членом сенату та деканом філософського факультету Гайдельберзького університету; У 1925 році він відхилив пропозицію викладати в Кельнському університеті.
У 1928 році він став науковим керівником Римського відділу Археологічного інституту Німецького Рейху, але залишився почесним професором Гайдельберзького університету. З його згоди стаття про нього увійшла до нацистиського Führerlexikon 1934/1935. У 1937 році націонал-соціалісти змусили Курціуса достроково піти на пенсію. Того ж року, із запізненням на два роки, видавництво W. Kohlhammer Stuttgart опублікувало ювілейне видання до шістдесятиріччя у двох томах. Тим не менш Рим залишався його другою батьківщиною до самої смерті. Могила Людвіга Курціуса розташована на Кампо Санто Тевтоніко в Римі.

## Визнання
У 1952 році він став членом ордена Pour le Mérite і був нагороджений Великим Хрестом Заслуг із Зіркою Федеративної Республіки Німеччини. Він був членом Німецького археологічного інституту, Австрійського археологічного інституту, Баварської академії наук (з 1935), Гайдельберзької академії наук (з 1921), Геттінгенської академії наук і Національної академії Лінчея.
Серед його учнів була Герміне Шпаєр (1898—1989), яку він узяв із собою до Археологічного інституту в Римі в 1928 році.
Частина його письмової спадщини зберігається в Німецькому художньому архіві Німецького національного музею в Нюрнберзі.

## Вибрані праці
Див. Schriften von Ludwig Curtius (1874—1954). Eine Bibliographie. Zusammengestellt und mit einem Vorwort versehen von Reinhard Lullies. Zabern, Mainz 1979.
Його праці про Стародавній Рим і Стародавнє мистецтво — Класичне мистецтво Греції (2 томи) мали вплив на розуміння античного мистецтва його часу. У «Настінному живописі Помпеї» Курціус викладає свої фундаментальні ідеї.
- Стародавнє мистецтво. 2 томи, Берлін 1923—1938. 3. Видання, Дармштадт 1959.
- Стародавній Рим. Фотографії Альфреда Наурата . Шроль, Відень 1944.
- Настінний розпис Помпеї. Лейпциг 1929 (репринт Дармштадт 1972).
- Німеччина і античний світ. мемуари. Штутгарт 1950 (автобіографія).